# Aphanocalyx libellula
Aphanocalyx libellula är en ärtväxtart som beskrevs av Jan Johannes Wieringa. Aphanocalyx libellula ingår i släktet Aphanocalyx och familjen ärtväxter. Inga underarter finns listade i Catalogue of Life.